# Meliphaga reticulata
El mielero reticulado (Meliphaga reticulata) es una especie de ave paseriforme de la familia Meliphagidae endémica de las islas de Timor y Semau.

## Distribución y hábitat
Se encuentra solo en dos de las islas menores de la Sonda, Timor y su pequeña vecina occidental Semau. Su hábitat natural son los bosques húmedos tropicales y los manglares isleños.